# Bitwa pod Uhud
Bitwa pod Uhudem (arab. غَزوة أُحُد) – starcie zbrojne, które miało miejsce w 625 roku w trakcie walk muzułmanów z Medyny z Kurajszytami. Do starcia doszło w pobliżu Uhudu, wzgórza i wąwozu położonego w pobliżu oazy.
Bitwa pod Uhudem wydarzyła się w rok po starciu pod Badrem (624), w której śmierć poniosło wielu wysokiej rangi polityków i obywateli Mekki, m.in. Abu Dschal. Po tej klęsce Kurajszyci, zwłaszcza ci, którzy utracili swoich bliskich zaprzysięgli zemstę muzułmanom z Medyny. W tej sytuacji doszło w następnym roku do ataku Kurajszytów pod wodzą Abu Sufyana na Medynę. W ataku tym Kurajszytów wsparły liczne sąsiednie plemiona arabskie.

## Przebieg bitwy
Muzułmanie w Medynie zastanawiali się, czy wyjść naprzeciwko nieprzyjaciela, czy też urządzić stanowisko obronne w oazie. Kilku starszych muzułmanów, wśród nich Mahomet było za tym drugim rozwiązaniem. Pod naciskiem młodych wojowników, Mahomet zdecydował się wyjść z miasta w kierunku Kurajszytów, którzy rozbili swój obóz na północ od Medyny.
Muzułmanie zajęli stanowiska w wąwozie pod wzgórzem Uhud. 50 łuczników oraz piechota w sile 700 ludzi, otrzymała zadanie odpierania jazdy Kurajszytów. Po stronie tych ostatnich było 3000 ludzi i 200 koni. W momencie gdy bitwa rozpoczęła się, kobiety Kurajszytów zagrzewały z obozu do walki swoich mężów grą na tamburynach.
Początkowo przewagę osiągnęli muzułmanie, odcinając Kurajszytów od ich obozu i powodując ucieczkę z niego całej służby i kobiet. Zabito m.in. wojownika Kurajszytów niosącego sztandar. W tym momencie łucznicy muzułmańscy opuścili swoje pozycje, rzucając się do plądrowania obozu przeciwnika. Dowodzący Kurajszytami Chalid ibn al-Walid widząc to, wysłał jazdę na tyły muzułmanów, a utracony wcześniej sztandar został szybko odbity. W walce raniony rzuconym kamieniem w twarz został m.in. Mahomet.
W chwili gdy nieprzyjaciel zbliżył się niebezpiecznie do jego pozycji, Mahomet krzyknął do swoich ludzi: „Kto poświęci się za mnie?”. Pięciu wojowników natychmiast stanęło w obronie proroka, oddając za niego życie w walce. Inna grupa muzułmanów ostatecznie odciągnęła Mahometa do wąwozu, a następnie unikając kolejnego ataku Kurajszytów, wspięła się na skaliste wzgórze. Według relacji Ibn Ishaqa, Kurajszyci nie kontynuowali pościgu. Mieli jednak podjąć rozmowy z Mahometem, umawiając się z nim na spotkanie w Badrze za rok, po czym zawrócili do Mekki, rezygnując z ataku na słabo bronioną Medynę.